# 蒙特羅區
4°37′56″S 79°49′44″W / 4.6322°S 79.8289°W
蒙特羅區（西班牙語：Distrito de Montero），是秘魯的一個區，位於該國西北部皮烏拉大區的阿亞瓦卡省，始建於1935年3月24日，面積130.57平方公里，海拔高度1,062米，2005年人口7,665，人口密度每平方公里59人。